# Hexing qingyi
Hexing qingyi es la única especie conocida del género extinto Hexing de dinosaurio terópodo ornitomimosauriano basal que vivió a principios del período del Cretácico entre el 140 al 130 millones de años desde el Valanginiense al Barremiense, en lo que es hoy Asia.

## Descripción
El espécimen holotipo consiste de los restos de un pequeño individuo. Debido a que la columna vertebral está ausente, su longitud corporal no puede ser determinada directamente, pero se puede hacer una comparación con el ornitomimosaurio de menor tamaño previamente conocido, Shenzhousaurus de 1,61 metros de longitud, el cual tiene un fémur de 191 milímetros de largo, mientras que la longitud del fémur de Hexing es de 135 milímetros. Este tamaño corporal pequeño era conocido hasta ahora solo entre los ornitomimosaurios juveniles pero el holotipo no corresponde a un animal joven, como se evidencia en la completa fusión de los huesos del cráneo, las costillas cervicales, el escapulocoracoides y los huesos del tobillo.
Los descriptores determinaron algunas autapomorfias de Hexing, sus rasgos únicos derivados. La punta del hocico se vuelve hacia abajo en frente de la mandíbula inferior, tan profundamente que el cielo de la boca en ese punto se nivela con el borde inferior de la mandíbula inferior. La fossa antorbitalis, una depresión en el lado del maxilar, cubre casi enteramente la superficie externa de ese hueso. Los huesos parietales se articulan en la línea media en una cresta. Las grandes extensiones de hueso en la parte posterior del cráneo, los processus paroccipitales, se sostienen debajo del nivel del foramen magnum. En la mandíbula inferior, el dentario tiene una abertura a cada lado. La fórmula para las falanges de la mano es 1-2-3-0-0 o 2-3-3-0-0 — o 0-1-2-3-0/0-2-2-3-0 si los tres dedos de la mano son interpretados como el segundo, tercero y cuarto. Las falanges superiores del segundo y tercero o tercero y cuarto, dedos son alargados con más del 75% de la longitud de su metacarpo correspondiente. La mandíbula inferior es relativamente larga teniendo el tibiotarso el 137% de la longitud del fémur.
El cráneo de Hexing es relativamente grande con una longitud de 136 milímetros. Es alargado y triangular visto de lado. El hocico El hocico se anexa con una torcedura leve sobre la mitad de la fossa antorbitalis, la que en este punto se refuerza con un distintivo puntal óseo vertical, el pila interfenestralis dividiendo la depresión en dos mitades: en su parte posterior una abertura craneana oval, la fenestra antorbitalis, atraviesa la superficie y en su frente un ahuecamiento grande y profundo en el maxilar es visible, en el cual otra abertura, la fenestra maxillaris, puede haber estado presente, aunque esto es incierto debido al daño. El frente del hocico consiste de un pequeño premaxilar, continuando la línea de los nasales hacia abajo y formando un pequeño pico superior en frente de la mandíbula inferior. El pico se separa por una muesca baja desde el borde inferior del maxilar, el cual es desdentado.
El frente de la mandíbula inferior es bajo y levemente curvado hacia abajo. En el dentario izquierdo son visibles los restos de tres o cuatro dientes cónicos bajos; el daño obscurece muchos de los detalles. El dentario tiene una pequeña abertura en la superficie lateral. La parte superior posterior de la mandíbula inferior parece mostrar una mayor abertura, pero esto es producto de la preparación original inexperta que dañó la delgada superficie del hueso de una extensa fosa mandibular. Una fenestra mandibular real mucho más pequeña está presente en el frente de esta. Ni la mandíbula superior ni la inferior forman bordes cortantes.
Las vértebras cervicales son alargadas con espinas bajas. Estas son neumatizadas y tienen grandes diapófisis triangulares y postzygapófisis.
El omóplato es alargado y estrecho, sin un extremo superior expandido. El húmero es algo más corto que el omóplato y es delgado. Su eje no está doblado. Los huesos del antebrazo son igualmente elegantes y rectos. Una buena parte de la mano de cerca de diez centímetros ha sido preservada; esta muestra una configuración que es fundamentalmente distinta de la de especies relacionadas. Los descriptores verificaron cuidadosamente si esto podría deberse a falsificaciones realizadas durante la preparación original pero no hallaron ningún signo de trucaje. Como resultado la identificación de las respectivas partes es altamente problemática. La mano preservada muestra tres filas de elementos: la primera con dos huesos y la segunda y tercera con cuatro huesos. Si estos pueden representar tanto falanges como metacarpos, estas series deberían tener tres, cuatro y cinco elementos, respectivamente; sin embargo, desde la primera y la tercera fila hay un hueso desaparecido. Los autores consideraron que era más probable que en el primer dedo la falange superior estuviera totalmente reducida, sino  ausente. Sin embargo, como podría implicar el que la garra se sujetaba directamente al metacarpo y esta metacarpo sería excepcionalmente largo, aunque también existiría la posibilidad de que el elemento visible fuera la primera falange y que el metacarpo estuviera ausente debido a lo incompleto del fósil. En el tercer dedo el número de falanges parece casi certeramente reducido de cuatro a tres debido a que las dos falanges superiores cortas son sustituidas por un único elemento largo. La descripción de esta situación se complica por el hecho de que los descriptores siguen la hipótesis de Xu Xing de que en los Tetanurae — incluyendo a las aves y Hexing — los dedos primero, segundo y tercero son realmente el segundo, tercero y cuarto. Esto indica que la terminología común de la fórmula de las falanges 1-3-3-0-0 o alternativamente 2-3-3-0-0 pasa a ser con la hipótesis de Xu 0-1-3-3-0 o 0-2-3-3-0. En general las falanges son delgadas y alargadas. Las garras de las manos son relativamente grandes y curvas, con una parte inferior plana.
El fémur está bastante curvado, con un extremo anterior convexo. La tibia mide 185 milímetros de largo y por tanto es muy larga comparada con el fémur; sólo algunos especímenes juveniles de ornitomímidos tienen tibiotarsos relativamente mayores. Los primeros metatarsos son la mitad de largos que el segundo, el más largo en el pie. Las garras de los pies son más aplanadas que las de las manos.

## Descubrimiento e investigación
A principios de la década de 2000, un granjero local de Xiaobeigou en Liaoning, China descubrió el esqueleto de un pequeño terópodo. Él mismo preparó el fósil, e intentó añadirle más valor restaurando los huesos dañados y añadiéndole partes falsas. Eventualmente el espécimen fue obtenido por el Museo Geológico de la Universidad de Jilin y debidamente preparado, siendo removidas durante el proceso las partes añadidas.
En 2012, la especie tipo Hexing qingyi fue nombrada y descrita por Jin Liyong, Chen Jun y Pascal Godefroit. El nombre del género significa "como una grulla" en chino. El nombre de la especie significa "con alas delgadas".
El holotipo, JLUM-JZ07b1, fue hallado en depósitos fluviales de la parte inferior de la Formación Yixian, la cual tiene un edad probable de máximo 139 millones de años y mínimo de 128 millones de años y por tanto data de entre principios del Valanginiense al inicio del Barremiense. Consiste de un esqueleto parcial, que contiene el cráneo, la mandíbula inferior, una serie de cinco vértebras cervicales, la cintura escapular y la mayor parte de los miembros delanteros y posteriores. Los restos no se encuentran bien preservados. El espécimen representa un individuo subadulto o adulto.

## clasificación
Un análisis filogenético encontró que Hexing es más derivado que Pelecanimimus, pero menos avanzado que Beishanlong, Garudimimus, Harpymimus y los Ornithomimidae. Shenzhousaurus, también de la Formación Yixian, fue hallado en una politomía con Hexing y este clado, como se muestra en el cladograma a continuación.
Las formas menores Hexing y Senzhousaurus son los ornitomimosaurios más primitivos conocidos, como Pelecanimimus que data de finales del Barremiense. Debido a que esta última especie es más basal, los autores consideraron que era una fuerte indicación de que un puente terrestre se había formado entre Europa y Asia mucho antes del Aptiense, la fecha usualmente asumida para este evento.

### Filogenia
|         | Beishanlong                                                    |
|         |                                                                |
|         | Harpymimus                                                     |
|         |                                                                |
| unnamed | \| \| Garudimimus \| \| \| \| \| \| Ornithomimidae \| \| \| \| |
|         | \| \| Garudimimus \| \| \| \| \| \| Ornithomimidae \| \| \| \| |
|         | Garudimimus                                                    |
|         |                                                                |
|         | Ornithomimidae                                                 |
|         |                                                                |

|  | Garudimimus    |
|  |                |
|  | Ornithomimidae |
|  |                |

|         | Beishanlong                                                    |
|         |                                                                |
|         | Harpymimus                                                     |
|         |                                                                |
| unnamed | \| \| Garudimimus \| \| \| \| \| \| Ornithomimidae \| \| \| \| |
|         | \| \| Garudimimus \| \| \| \| \| \| Ornithomimidae \| \| \| \| |
|         | Garudimimus                                                    |
|         |                                                                |
|         | Ornithomimidae                                                 |
|         |                                                                |

|  | Garudimimus    |
|  |                |
|  | Ornithomimidae |
|  |                |

|         | Beishanlong                                                    |
|         |                                                                |
|         | Harpymimus                                                     |
|         |                                                                |
| unnamed | \| \| Garudimimus \| \| \| \| \| \| Ornithomimidae \| \| \| \| |
|         | \| \| Garudimimus \| \| \| \| \| \| Ornithomimidae \| \| \| \| |
|         | Garudimimus                                                    |
|         |                                                                |
|         | Ornithomimidae                                                 |
|         |                                                                |

|  | Garudimimus    |
|  |                |
|  | Ornithomimidae |
|  |                |

|         | Beishanlong                                                    |
|         |                                                                |
|         | Harpymimus                                                     |
|         |                                                                |
| unnamed | \| \| Garudimimus \| \| \| \| \| \| Ornithomimidae \| \| \| \| |
|         | \| \| Garudimimus \| \| \| \| \| \| Ornithomimidae \| \| \| \| |
|         | Garudimimus                                                    |
|         |                                                                |
|         | Ornithomimidae                                                 |
|         |                                                                |

|  | Garudimimus    |
|  |                |
|  | Ornithomimidae |
|  |                |